# Miguel Critto
Miguel Critto (Lamadrid (Tucumán), 1894 - San Miguel de Tucumán, 9 de enero de 1966) fue un político argentino, gobernador de la Provincia de Tucumán entre 1939 y 1943.

## Biografía
Nació en el pueblo de La Madrid, hijo de una familia de inmigrantes italianos establecidos en el sur tucumano; su familia estaba ligada al ferrocarril donde su padre Francisco trabajaba. Se trasladó a Buenos Aires, en cuya universidad se recibió de médico.
Regresó a la Provincia de Tucumán a mediados de la década de 1920, ejerciendo su profesión médica en establecimientos públicos en San Miguel de Tucumán y las zonas rurales del interior provincial. Fue también médico de los ferrocarriles en la provincia.
Había militado desde muy joven en las filas de la Unión Cívica Radical y por su carisma, rápidamente, asumió responsabilidades en la organización partidaria, siendo elegido presidente del Comité Provincia del Partido y senador provincial durante la gobernación de José Graciano Sortheix entre 1928-1930. Durante este gobierno también ocupó cargos como Presidente del Consejo de Educación y vocal del Directorio del Banco Provincia. Luego del golpe de Estado que derrocó a Hipólito Yrigoyen en septiembre de 1930, fue elegido como delegado por Tucumán al Comité Nacional de la U.C.R. Nacional, donde le correspondió sostener la posición del Comité Provincial de Tucumán en favor de la participación electoral del radicalismo tucumano frente a la decisión de declarar la abstención electoral como protesta ante la persecución por parte de la dictadura de José Félix Uriburu. Esta persecución se había manifestado en el año de las elecciones y el encarcelamiento de los líderes radicales, -entre ellos Marcelo T. de Alvear, expresidente entre 1922-1928-, por su supuesta complicidad con el levantamiento del Coronel Gregorio Pomar en Corrientes (1931).
Los radicales tucumanos desobedecieron las directivas del Comité Nacional y luego de un plebiscito interno entre sus afiliados se presentaron en las elecciones provinciales convocadas en 1934. Estos comicios cerraron el ciclo inaugurado con el golpe de 1930, dando fin a la intervención federal decretada por el presidente Agustín P. Justo para desplazar a los conservadores agrupados en el partido provincial «Defensa Provincial Bandera Blanca» que había llevado a la gobernación a Juan Luis Nougués en 1931. En esa oportunidad, la U.C.R. tucumana se reorganizó con Miguel Critto al frente del Comité Provincia, llevando como candidato a la reelección al Dr. Miguel Mario Campero, quien se había desempeñado durante el período 1924-1928. Campero triunfó sobre las fuerzas de la Concordancia y los radicales anti-personalistas locales, quienes llevaron como candidato a Eudoro Aráoz. Durante la segunda gobernación de Campero, (1934-1938), Miguel Critto se fue elegido diputado nacional, incorporándose al Congreso Nacional donde actuó en consonancia con la bancada radical que permanecía en la Cámara de Diputados.
La segunda gestión de Miguel Mario Campero tuvo su continuidad, cuando la U.C.R. tucumana coincidió en unificar su candidatura en la persona de Miguel Critto, mientras que un sector del radicalismo impugnó esta fórmula electoral argumentando que no existían motivos para continuar apartados de las directivas del Comité Nacional de la U.C.R. Esta crítica consideraba que esta situación fortalecía la presencia de los industriales azucareros, -principalmente del senador nacional, Manuel García Fernández y del diputado Ramón Paz Posse- como actores con poder de decisión sobre el radicalismo concurrencista tucumano. Marcelo T. de Alvear consideró esta situación peligrosa, involucrándose personalmente con el fin de que los radicales concurrencistas y los radicales del Comité Nacional en Tucumán, unificaran su propuesta en la candidatura a gobernador de Miguel Critto. Los disidentes presentaron la candidatura alternativa del Dr. Norberto Antoni, ministro de gobierno de Miguel Campero. Finalmente Critto se impuso en los comicios de octubre de 1938, triunfando sobre las fuerzas de la Concordancia quienes llevaban como candidato al industrial azucarero, Juan Simón Padrós y sobre las fuerzas de la fracción radical encabezada por Norberto Antoni.

## Gobernador de Tucumán (1939-1943)

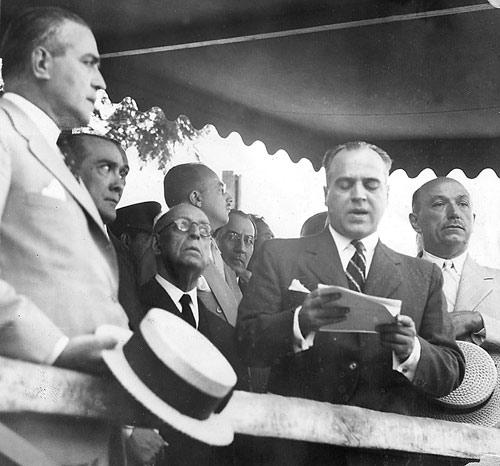
El gobernador Miguel Critto escucha un discurso del intendente de San Miguel de Tucumán, José Lozano Muñoz en un acto oficial. Año 1941.

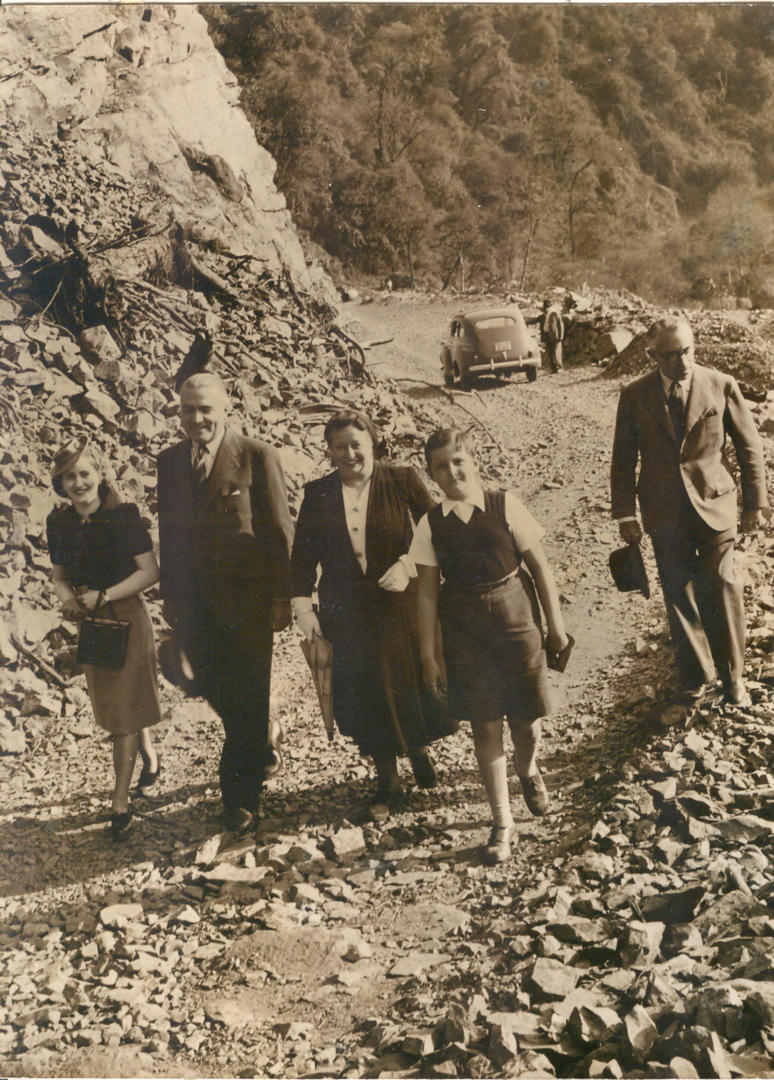
El gobernador Miguel Critto supervisa las obras de construcción del camino a los Valles Calchaquíes. Año 1940.

El gobierno de Miguel Critto fue una continuación de las políticas públicas iniciadas bajo el segundo gobierno de Miguel Campero. Continuó con las políticas de inversiones públicas en obras y en infraestructura. «Agua y Caminos» fue el lema elegido por  Critto para sintetizar su visión de gobierno. Durante su administración se habilitó el camino a los Valles Calchaquíes, dando impulso al turismo en Tafí del Valle y en San Javier, en donde se inauguró la moderna hostería que actualmente continúa funcionando. Como recuerdo de la inauguración del camino hacia los valles, en 1941 se instaló la gigantesca estatua de un «Chasqui» o mensajero del Inca, a la vera de la ruta a Tafí del Valle, escultura realizada por el escultor tucumano, Enrique Prat Gay. También merece recordarse la construcción de las escuelas monumentales en San Miguel de Tucumán, como el edificio de la escuela «Patricias Argentinas» y la Escuela «Bernabé Aráoz» y «9 de Julio». Su gestión también se preocupó de la promoción cultural mediante la creación de la Orquesta Sinfónica de la Provincia, cuya actuación continúa hasta el presente.
El gobierno de Miguel Critto fue pacífico en el orden político y social, profundizando las medidas de control laboral por intermedio de la Dirección Provincial del Trabajo e impulsando la construcción de viviendas para empleados públicos y maestros. Otra obra de su gestión fue la inauguración de uno de los primeros barrios de casas baratas para obreros y empleados, «el Barrio Alberdi» en la zona norte de la ciudad. También encargó al escultor tucumano, Juan Carlos Iramain, la construcción del Cristo Bendicente del Cerro San Javier, como un gesto de acercamiento a la Iglesia Católica.  Mantuvo una fuerte disputa por las tarifas eléctricas, las cuales llegaron a una contienda judicial que favoreció a las concesionarias, lo que provocó una denuncia por corrupción contra uno de sus ministros, el Dr. Manuel Andreozzi, luego del 4 de junio de 1943.

## Las elecciones provinciales de 1942 y la intervención federal decretada por el gobierno de Ramón S. Castillo
Sin embargo el final de su mandato fue turbulento debido a la fragmentación de la U.C.R. tucumana y la falta de consenso sobre su sucesor en la gobernación. Síntomas de desgaste interno habían agotado al radicalismo concurrencista, cuestionado por la influencia de los industriales azucareros y por el alejamiento de sus filas del exgobernador Miguel Campero, descontento con los manejos de los aliados de Critto, y por su cercanía a la Iglesia Católica. Para las elecciones de 1942, el radicalismo se dividió en cuatro grupos: la U.C.R. Comité Nacional, que reclamaba la representación histórica e institucional del partido en Tucumán, la U.C.R. de Tucumán, la U.C.R. tradicionalista y la U.C.R. Frente Popular. La primera de ellas levantó la candidatura del exintendente de San Miguel de Tucumán, Roque Aragón, mientras que las tres fuerzas restantes coincidieron tras arduas negociaciones en la candidatura de Miguel Mario Campero, como figura de unión y consenso. Las elecciones arrojaron un resultado, que si bien favorecía a Campero en número de votos, en el Colegio Electoral, las fuerzas radicales concertadas para votar al candidato radical, estaban en franca paridad frente a los electores del candidato conservador Adolfo Piossek. Ante la imposibilidad de alcanzar la mayoría necesaria para designar gobernador, el Colegio Electoral entró en una parálisis y en enfrentamiento verbal y físico entre sus miembros que sumieron a la Provincia en un grave estado de incertidumbre.
Ante este escenario, el gobierno nacional de Ramón S. Castillo decidió intervenir en una forma inédita al propio Colegio Electoral tucumano, designando al Senador puntano conservador, Alberto Arancibia Rodríguez. Durante su intervención, Arancibia Rodríguez hizo lugar a una impugnación de los conservadores, apartando del cuerpo a dos electores radicales bajo el argumento de «analfabetismo». Luego los electores conservadores huyeron de la provincia, mientras los electores radicales solicitaron su comparecencia por la fuerza pública. Las negociaciones se sucedieron frenéticamente para superar la crisis, llegando los radicales y los conservadores a apartar de las mismas a Miguel Campero y a Adolfo Piossek, en la búsqueda de otros candidatos potables para el gobierno de Castillo. El periodo de gobierno de Miguel Critto terminaba legalmente el 28 de febrero de 1943, y ante la ausencia de un gobernador electo para sucederle en el cargo, el gobierno nacional de Ramón S. Castillo decidió intervenir los tres poderes provinciales a partir de esa fecha. La Revolución de 1943 puso fin a este período, en el cual el Radicalismo tucumano entró en descomposición, dislocado por intereses locales, a pesar de las brillantes gestiones de Campero y de Critto, que le habían permitido desenvolverse en el ámbito provincial, ajeno a las directivas del Comité Nacional del Partido.
Miguel Critto continuó militando en la Unión Cívica Radical siendo una de sus figuras más respetadas. Contrajo matrimonio con Benjamina López Pondal, y juntos patrocinaron numerosas obras de beneficencia en la Provincia de Tucumán.
Falleció en San Miguel de Tucumán en el 9 de enero de 1966, y sus restos reposan en el Cementerio del Oeste de dicha ciudad.